# Наум Петров – Буфчето
 Тази статия е за революционера от Буф.  За революционера от Песочница, Леринско вижте Наум Петров.  
Наум Петров, известен като Буфчето, е български революционер, деец на Вътрешната македоно-одринска революционна организация.

## Биография
Наум Петров е роден в 1878 година в леринското село Буф, днес Акритас, Гърция. Внук е на участника в Кресненско-Разложкото въстание поп Константин Буфски, а брат му Кръстю Буфчето е четник във ВМОРО. Още в 1878 година семейството му се изселва в Кюстендил в новооснованото Княжество България. Получава основно образование в Кюстендил и става работник в бояджийската работилница в града.
През януари 1903 година влиза в четата на Борис Сарафов и заминава с нея за Битолско. Взима участие в събранието в корията над Буф, на което се взима решение за въстание. По време на Илинденско-Преображенското въстание е назначен за районен (централен) войвода на Буфкол. В началото на въстанието събира 80 души четници от селата Раково, Битуша, Клабучища, Драгош, Обсирено, Велушина, Света Петка и Градешница. След края на въстанието се оттеля в Свободна България, но в 1904 година се завръща в Македония и отново става Буфски районен войвода. Негов четник е Васил Саатчията. Поръчва бомби в Битоля, но при един инцидент те избухват и няколко дейци на ВМОРО загиват. При последвалите претърсвания на турските власти някои легални дейци на организацията напускат Македония.
На 29 октомври четата на Наум Петров прави неуспешен опит за убийството на гръцкия митрополит Йоаким Пелагонийски.
Буфчето загива в сражение с турски войски на 21 ноември 1905 година.